# 草加市立新栄中学校
草加市立新栄中学校（そうかしりつ しんえいちゅうがっこう）は、埼玉県草加市の公立中学校。
学区が広く生徒数も多いため、2つの校舎（本館、新館）がある。

## 沿革
- 1974年（昭和49年）4月1日 - 創立
- 2023年（令和5年）10月27日 - 合唱コンクールが初めて草加市文化会館で行われる。

## 学区
- 新栄1丁目 - 4丁目
- 清門2丁目 , 3丁目
- 長栄2丁目 - 4丁目
- 原町1丁目 - 3丁目
- 新善町135番、155番〜177番、184番〜393番、444番〜457番

## 教育目標
- 自ら学ぶ生徒
- 思いやりのある生徒
- 健康でたくましい生徒
- 正しい行動のできる生徒

## 委員会
- 学級委員会
- 生活委員会
- 体育委員会
- 給食委員会
- 保健安全委員会
- 環境美化委員会
- 放送委員会
- 図書委員会
- 合唱コンクール実行委員会
- 選挙管理委員会
- 三年生を送る会実行委員会
- 自然教室実行委員会
- 修学旅行実行委員会

## 部活動
- 男子卓球部
- 女子卓球部
- 剣道部
- 男子バレーボール部
- 女子バレーボール部
- 男子バスケットボール部
- 女子バスケットボール部
- 男子ソフトテニス部
- 女子ソフトテニス部
- 陸上部
- サッカー部
- 野球部
- ソフトボール部
- 吹奏楽部
- 演劇部
- 科学部
- 美術部
- 特別活動部